# 鮫島純子
鮫島 純子（さめじま すみこ、1922年（大正11年）9月26日 - 2023年（令和5年）1月19日）は、日本の著述家。
晩年には祖父・渋沢栄一と面識ある数少ない存命子孫であったが、2023年1月19日に満100歳で死去。なお純子の死去により生前の栄一と面識ある子孫は渋沢雅英1人のみとなった。

## 経歴
渋沢正雄の子として生まれる。従兄弟に渋沢敬三（子爵）、渋沢信雄、渋沢智雄。
晩年はエッセイストとしても活動し、『97歳、幸せな超ポジティブ生活』などの著書を出版していた。
晩年には祖父・栄一を主人公とした、NHK大河ドラマ「青天を衝け」の放送があったため再注目され、生前の栄一と実際に面識のある存命子孫の一人として渋沢本家当主の渋沢雅英〈従兄・敬三の長男〉と共に注目を浴びる存在となっていた。
2023年1月19日に満100歳で死去していたことが同年2月1日に交流があった村上信夫のブログにて明らかにされている。

## 系譜
- 父：渋沢正雄 - 子爵渋沢栄一四男。
- 母：鄰子 - 男爵池田勝吉二女。父方祖父に池田茂政、母方祖父に伯爵上杉茂憲。姉の夫に子爵久世広英（久世広業二男）。[3]
- 姉：博子 - 伯爵壬生基泰の妻。
- 兄：正一 - 妻は植村甲午郎の娘・和子。長男は渋沢寿一。
- 夫：鮫島員重 - 男爵鮫島具重長男。京都帝国大学経済学部卒。海軍文官、のち三菱自動車工業常務。[4]
- 孫：鮫島弘子
- 孫：鮫島圭代 - 水墨画家、翻訳家。[5]

親戚
- 渋沢雅英
- 渋沢敬三
- 渋沢信雄
- 渋沢智雄
- 澁澤健
- 渋沢寿一
- 渋沢華子
- 穂積重遠
- 阪谷希一
- 壬生基泰

## 登場作品
テレビドラマ
- 青天を衝け（2021年、NHK大河ドラマ） - 演：内藤恵菜